# حمدة القبيسي
حمدة القبيسي (من مواليد 8 أغسطس 2002) هي سائقة سباقات إماراتية تسابق حاليًا في أكاديمية الفورمولا 1 [الإنجليزية] لصالح فريق إم بي موتورسبورت [الإنجليزية]. في يونيو 2021، أصبحت أول امرأة في تاريخ الفورمولا 4 الإيطالية [الإنجليزية] تصل إلى منصة التتويج، حيث حققت المركز الثالث في السباق الأول لهذا الموسم في حلبة ميزانو الدولية.

## حياة مهنية

### الكارتينغ
بدأت حمدة رياضة الكارتينج في عام 2015 وكانت أول إماراتية تُدعى إلى كأس أكاديميةاللجنة الدولية للكارتينغ التي يرعاها الاتحاد الدولي للسيارات في عام 2016. احتلت المركز الثالث في بطولة IAME X30 في عام 2017.

### الفورمولا السفلى

#### 2019
ظهرت حمدة لأول مرة في بطولة الفورمولا 4 الإيطالية منتصف موسم 2019 [الإنجليزية] عندما انضمت إلى شقيقتها الكبرى آمنة القبيسي في سباق أبوظبي للسباقات من قبل فريق بريما [الإنجليزية]، والذي يقام بالتعاون مع آيرون لينكس.

#### 2020
بعد فوزها بثلاثة سباقات على أرض الوطن في سلسلة الفورمولا 4 بالإمارات العربية المتحدة في عام 2020، عادت لحملة كاملة [الإنجليزية] في إيطاليا مع آيرون لينكس وحصلت على نقطتين.

#### 2021
وفي بطولة الإمارات للفورمولا 4 2021 [الإنجليزية]، حققت حمدة ثلاثة انتصارات أخرى، ومركز قطب أول، وستة منصات تتويج، لتحتل المركز الرابع في الترتيب مرة أخرى. في حملتها الرئيسة، شاركت في بطولة الفورمولا 4 الإيطالية [الإنجليزية]. وخلال الجولة التي أقيمت في ميزانو في يونيو 2021، أصبحت حمدة أول امرأة على الإطلاق تصعد على منصة التتويج في البطولة، حيث احتلت المركز الثالث خلف ليوناردو فورنارولي [الإنجليزية] وأوليفر بيرمان. وفي هذه العملية، تمكنت أيضًا من تأمين أول منصة تتويج لها في أوروبا. وأضافت ثلاث نقاط أخرى وأنهت البطولة بالمركز 17 برصيد 24 نقطة.

### الفورمولا الإقليمية
شاركت حمدة، خلال فترة ما قبل الموسم، في بطولة آسيا الإقليمية للفورمولا 2022 [الإنجليزية] مع إيفانز جي بي. لم تتمكن من حصد النقاط وأنهت البطولة في المركز 28.
بالنسبة لعام 2022، شاركت حمدة في موسم كامل من بطولة الفورمولا الأوروبية الإقليمية [الإنجليزية] مع فريق بريما باورتيم [الإنجليزية].

### بطولة الفورمولا 3 التي ينظمها الاتحاد الدولي للسيارات
اختيرت حمدة للمشاركة في اختبار سيارة الفورمولا 3 التي ينظمها الاتحاد الدولي للسيارات [الإنجليزية] يومي 16 و17 سبتمبر 2022، إلى جانب ثلاث سيدات أخريات في حلبة نيفير مانيي كور.

## الحياة الشخصية
حمدة هي الأخت الصغرى لآمنة القبيسي وابنة خالد القبيسي، الرئيس التنفيذي لمنصة الاستثمار العقاري والبنية التحتية في شركة مبادلة للاستثمار، وهو أيضًا شخصية بارزة في رياضة السيارات الإماراتية. كانت قد التحقت بجامعة نيويورك أبو ظبي،  لكنها واصلت تعليمها في إيطاليا حتى أكتوبر 2021.

## سجل السباق

### ملخص المسيرة
| موسم | مسلسل                                            | فريق                                   | سباقات | انتصارات | أعمدة | واو / لفات | المنابر | نقاط    | الترتيب          |
| ---- | ------------------------------------------------ | -------------------------------------- | ------ | -------- | ----- | ---------- | ------- | ------- | ---------------- |
| 2019 | بطولة الفورمولا 4 الإيطالية [الإنجليزية]         | أبو ظبي للسباقات من بريما [الإنجليزية] | 6      | 0        | 0     | 0          | 0       | 0       | 42               |
| 2019 | بطولة الإمارات للفورمولا 4 - جولة الكأس          | سباق أبو ظبي [الإنجليزية]              | 2      | 0        | 0     | 0          | 0       | لا يوجد | نورث كارولاينا   |
| 2020 | بطولة الإمارات للفورمولا 4                       | سباق أبو ظبي [الإنجليزية]              | 19     | 3        | 7     | 6          | 12      | 258     | الرابع           |
| 2020 | بطولة الفورمولا 4 الإيطالية [الإنجليزية]         | سباق أبو ظبي [الإنجليزية]              | 19     | 0        | 0     | 0          | 0       | 3       | الخامس والعشرون  |
| 2020 | بطولة أداك للفورمولا 4 [الإنجليزية]              | إيرون لينكس [الإنجليزية]               | 3      | 0        | 0     | 0          | 0       | 0       | نورث كارولاينا † |
| 2021 | بطولة الإمارات للفورمولا 4 [الإنجليزية]          | أبو ظبي للسباقات من بريما [الإنجليزية] | 19     | 3        | 0     | 2          | 7       | 221     | الرابع           |
| 2021 | بطولة الفورمولا 4 الإيطالية [الإنجليزية]         | بريما باور تيم [الإنجليزية]            | 21     | 0        | 0     | 0          | 1       | 24      | السابع عشر       |
| 2021 | بطولة أداك للفورمولا 4 [الإنجليزية]              | بريما باور تيم [الإنجليزية]            | 6      | 0        | 0     | 0          | 0       | 0       | الحادي والعشرون  |
| 2021 | بطولة الإمارات للفورمولا 4 - جولة الكأس ‏         | أبو ظبي للسباقات من بريما [الإنجليزية] | 1      | 0        | 0     | 0          | 0       | لا يوجد | السادس           |
| 2022 | بطولة آسيا الإقليمية للفورمولا [الإنجليزية]      | أبو ظبي للسباقات من بريما [الإنجليزية] | 15     | 0        | 0     | 0          | 0       | 0       | الثامن والعشرون  |
| 2022 | بطولة الفورمولا الإقليمية الأوروبية [الإنجليزية] | بريما راسينغ [الإنجليزية]              | 15     | 0        | 0     | 0          | 0       | 0       | الثامن والثلاثون |
| 2023 | بطولة الإمارات للفورمولا 4 [الإنجليزية]          | أكاديمية مرسى ياس للسباقات             | 15     | 0        | 0     | 0          | 0       | 12      | العشرين          |
| 2023 | أكاديمية الفورمولا 1 [الإنجليزية]                | إم بي موتورسبورت [الإنجليزية]          | 18     | 3        | 2     | 5          | 6       | 177     | الثالث*          |

† نظرًا لأن القبيسي كانت سائقة ضيفة، فلم تكن مؤهلة لتسجيل النقاط. * الموسم لا يزال مستمرا.

### نتائج بطولة الفورمولا 4 الإيطالية كاملة
( مفتاح) (السباقات بالخط العريض تشير إلى المركز الأول) (السباقات المكتوبة بالخط المائل تشير إلى أسرع لفة)
| سنة  | فريق                      | 1                         | 2                             | 3                             | 4                           | 5                           | 6                           | 7                   | 8                   | 9                  | 10                         | 11                         | 12                         | 13                      | 14                      | 15                      | 16                           | 17                           | 18                          | 19                  | 20                 | 21                  | 22              | المركز          | النقاط |
| ---- | ------------------------- | ------------------------- | ----------------------------- | ----------------------------- | --------------------------- | --------------------------- | --------------------------- | ------------------- | ------------------- | ------------------ | -------------------------- | -------------------------- | -------------------------- | ----------------------- | ----------------------- | ----------------------- | ---------------------------- | ---------------------------- | --------------------------- | ------------------- | ------------------ | ------------------- | --------------- | --------------- | ------ |
| 2019 | أبو ظبي للسباقات من بريما | حلبة فاليلونغا            | حلبة فاليلونغا [الإنجليزية] 2 | حلبة فاليلونغا [الإنجليزية] 3 | حلبة ميزانو الدولية 1       | حلبة ميزانو الدولية 2       | حلبة ميزانو الدولية 3       | هون 1               | هون 2               | هون 3              | ريد بول رينغ 1 28          | ريد بول رينغ 2 22          | ريد بول رينغ 3 26          | حلبة إنزو دينو فيراري 1 | حلبة إنزو دينو فيراري 2 | حلبة إنزو دينو فيراري 3 | حلبة إنزو دينو فيراري 4      | حلبة موجيلو 1                | حلبة موجيلو 2               | حلبة موجيلو 3       | حلبة مونزا 1 25    | حلبة مونزا 2 26     | حلبة مونزا 3 21 | 42              | 0      |
| 2020 | أبو ظبي للسباقات من بريما | حلبة ميزانو الدولية 1 Ret | حلبة ميزانو الدولية 2 18      | حلبة ميزانو الدولية 3 14      | حلبة إنزو دينو فيراري1 1 14 | حلبة إنزو دينو فيراري1 2 22 | حلبة إنزو دينو فيراري1 3 11 | ريد بول رينغ 1 10   | ريد بول رينغ 2 19   | ريد بول رينغ 3 DNS | حلبة موجيلو 1 23           | حلبة موجيلو 2 25           | حلبة موجيلو 3 23           | حلبة مونزا 1 Ret        | حلبة مونزا 2 Ret        | حلبة مونزا 3 9          | حلبة إنزو دينو فيراري2 1 29† | حلبة إنزو دينو فيراري2 2 Ret | حلبة إنزو دينو فيراري2 3 22 | حلبة فاليلونغا 1 24 | حلبة فاليلونغا 2 C | حلبة فاليلونغا 3 27 |                 | الخامس والعشرون | 3      |
| 2021 | بريما باور تيم            | حلبة بول ريكارد 1 30      | حلبة بول ريكارد 2 27          | حلبة بول ريكارد 3 29†         | حلبة ميزانو الدولية 1 3     | حلبة ميزانو الدولية 2 20    | حلبة ميزانو الدولية 3 9     | حلبة فاليلونغا 1 12 | حلبة فاليلونغا 2 16 | حلبة فاليلونغا 3 7 | حلبة إنزو دينو فيراري 1 18 | حلبة إنزو دينو فيراري 2 21 | حلبة إنزو دينو فيراري 3 12 | ريد بول رينغ 1 19       | ريد بول رينغ 2 Ret      | ريد بول رينغ 3 18       | حلبة موجيلو 1 Ret            | حلبة موجيلو 2 15             | حلبة موجيلو 3 17            | حلبة مونزا 1 10     | حلبة مونزا 2 Ret   | حلبة مونزا 3 29†    |                 | السابع عشر      | 24     |

### النتائج الكاملة لبطولة الإمارات للفورمولا 4
( مفتاح) (السباقات بالخط العريض تشير إلى المركز الأول؛ السباقات بالخط المائل تشير إلى أسرع لفة)
| سنة  | فريق                                   | 1                 | 2                 | 3                  | 4                          | 5                          | 6                                        | 7                                        | 8                                       | 9                                        | 10                 | 11                 | 12                   | 13                   | 14                 | 15                 | 16                 | 17              | 18                | 19                | 20                 | المركز  | نقاط |
| ---- | -------------------------------------- | ----------------- | ----------------- | ------------------ | -------------------------- | -------------------------- | ---------------------------------------- | ---------------------------------------- | --------------------------------------- | ---------------------------------------- | ------------------ | ------------------ | -------------------- | -------------------- | ------------------ | ------------------ | ------------------ | --------------- | ----------------- | ----------------- | ------------------ | ------- | ---- |
| 2020 | سباق أبو ظبي [الإنجليزية]              | دبي أوتودروم 1 6  | دبي أوتودروم 2    | دبي أوتودروم 3 Ret | دبي أوتودروم 4 C           | حلبة مرسى ياس1 1 7         | حلبة مرسى ياس1 2 10                      | حلبة مرسى ياس1 3 2                       | حلبة مرسى ياس1 4 2                      | حلبة مرسى ياس2 1 2                       | حلبة مرسى ياس2 2   | حلبة مرسى ياس2 3 1 | حلبة مرسى ياس2 4 10† | دبي أوتودروم2 1 3    | دبي أوتودروم2 2 3  | دبي أوتودروم2 3    | دبي أوتودروم2 4 2  | دبي أوتودروم3 1 | دبي أوتودروم3 2 7 | دبي أوتودروم3 3 6 | دبي أوتودروم3 4 1  | الرابع  | 258  |
| 2021 | أبو ظبي للسباقات من بريما [الإنجليزية] | دبي أوتودروم 1 3  | دبي أوتودروم 2 5  | دبي أوتودروم 3 2   | دبي أوتودروم 4 6           | حلبة مرسى ياس1 1 5         | حلبة مرسى ياس1 2 3                       | حلبة مرسى ياس1 3 5                       | حلبة مرسى ياس1 4 1                      | دبي أوتودروم2 1 Ret                      | دبي أوتودروم2 2 4  | دبي أوتودروم2 3 4  | دبي أوتودروم2 4 DNS  | حلبة مرسى ياس2 1 Ret | حلبة مرسى ياس2 2 4 | حلبة مرسى ياس2 3 1 | حلبة مرسى ياس2 4 8 | دبي أوتودروم3 1 | دبي أوتودروم3 2 9 | دبي أوتودروم3 3   | دبي أوتودروم3 4 10 | الرابع  | 221  |
| 2023 | ياس هيت ريسينغ من شركة إكسيل           | دبي أوتودروم 1 15 | دبي أوتودروم 2 20 | دبي أوتودروم 3 12  | مدينة الكويت للسيارات11 30 | مدينة الكويت للسيارات12 11 | مدينة الكويت للسيارات1 [الإنجليزية] 3 20 | مدينة الكويت للسيارات2 [الإنجليزية] 1 32 | مدينة الكويت للسيارات2 [الإنجليزية] 2 7 | مدينة الكويت للسيارات2 [الإنجليزية] 3 20 | دبي أوتودروم2 1 14 | دبي أوتودروم2 2 34 | دبي أوتودروم2 3 22   | حلبة مرسى ياس 1 24   | حلبة مرسى ياس 2 28 | حلبة مرسى ياس 3 7  |                    |                 |                   |                   |                    | العشرون | 12   |

- الموسم لا يزال مستمرا.

### النتائج الكاملة لبطولة الفورمولا الإقليمية الآسيوية
( مفتاح) (السباقات بالخط العريض تشير إلى المركز الأول) (السباقات المكتوبة بالخط المائل تشير إلى أسرع لفة بين العشرة الأوائل)
| سنة  | المشارك                   | 1                  | 2                   | 3                  | 4                 | 5                 | 6                 | 7                 | 8                 | 9                 | 10                | 11                 | 12                | 13                 | 14                 | 15                 | العاصمة         | نقاط |
| ---- | ------------------------- | ------------------ | ------------------- | ------------------ | ----------------- | ----------------- | ----------------- | ----------------- | ----------------- | ----------------- | ----------------- | ------------------ | ----------------- | ------------------ | ------------------ | ------------------ | --------------- | ---- |
| 2022 | أبو ظبي للسباقات من بريما | حلبة مرسى ياس 1 12 | حلبة مرسى ياس 2 Ret | حلبة مرسى ياس 3 14 | دبي أوتودروم 1 20 | دبي أوتودروم 2 17 | دبي أوتودروم 3 16 | دبي أوتودروم 1 18 | دبي أوتودروم 2 16 | دبي أوتودروم 3 16 | دبي أوتودروم 1 17 | دبي أوتودروم 2 Ret | دبي أوتودروم 3 18 | حلبة مرسى ياس 1 18 | حلبة مرسى ياس 2 17 | حلبة مرسى ياس 3 21 | الثامن والعشرون | 0    |

### نتائج بطولة الفورمولا الإقليمية الأوروبية الكاملة
( مفتاح) (السباقات بالخط العريض تشير إلى المركز الأول) (السباقات المكتوبة بالخط المائل تشير إلى أسرع لفة)
| سنة  | فريق       | 1               | 2                | 3                           | 4                          | 5                | 6                 | 7                    | 8                    | 9                       | 10                      | 11              | 12              | 13                           | 14                            | 15                | 16                | 17                 | 18                 | 19            | 20            | العاصمة          | نقاط |
| ---- | ---------- | --------------- | ---------------- | --------------------------- | -------------------------- | ---------------- | ----------------- | -------------------- | -------------------- | ----------------------- | ----------------------- | --------------- | --------------- | ---------------------------- | ----------------------------- | ----------------- | ----------------- | ------------------ | ------------------ | ------------- | ------------- | ---------------- | ---- |
| 2022 | سباق بريما | حلبة مونزا 1 30 | حلبة مونزا 2 Ret | حلبة إنزو دينو فيراري 1 Ret | حلبة إنزو دينو فيراري 2 31 | حلبة موناكو 1 27 | حلبة موناكو 2 DNQ | حلبة بول ريكارد 1 29 | حلبة بول ريكارد 2 26 | حلبة بارك زانتفورت 1 30 | حلبة بارك زانتفورت 2 27 | حلبة المجر 1 31 | حلبة المجر 2 26 | حلبة دي سبا فرانكورشومب 1 26 | حلبة دي سبا فرانكورشومب 2 Ret | ريد بول رينغ 1 29 | ريد بول رينغ 2 24 | حلبة دي كاتلونيا 1 | حلبة دي كاتلونيا 2 | حلبة موجيلو 1 | حلبة موجيلو 2 | الثامن والثلاثون | 0    |

### نتائج أكاديمية الفورمولا 1 كاملة
( مفتاح) (السباقات بالخط العريض تشير إلى المركز الأول؛ السباقات بالخط المائل تشير إلى أسرع لفة)
| سنة  | فريق             | 1                | 2                | 3                | 4                         | 5                           | 6                           | 7         | 8       | 9       | 10    | 11      | 12      | 13      | 14       | 15        | 16                  | 17                  | 18                  | 19                                  | 20                                  | 21                                  | العاصمة | نقاط |
| ---- | ---------------- | ---------------- | ---------------- | ---------------- | ------------------------- | --------------------------- | --------------------------- | --------- | ------- | ------- | ----- | ------- | ------- | ------- | -------- | --------- | ------------------- | ------------------- | ------------------- | ----------------------------------- | ----------------------------------- | ----------------------------------- | ------- | ---- |
| 2023 | إم بي موتورسبورت | ريد بول رينغ 1 7 | ريد بول رينغ 2 5 | ريد بول رينغ 3 2 | إنبوب أشعة القطب السالب 1 | إنبوب أشعة القطب السالب 2 3 | إنبوب أشعة القطب السالب 3 5 | قطة 1 Ret | قطة 2 5 | قطة 3 2 | زان 1 | زان 2 9 | زان 3 1 | مون 1 8 | مون 2 10 | مون 3 Ret | حلبة بول ريكارد 1 5 | حلبة بول ريكارد 2 4 | حلبة بول ريكارد 3 6 | الولايات المتحدة الأمريكية 1</link> | الولايات المتحدة الأمريكية 2</link> | الولايات المتحدة الأمريكية 3</link> | الثالث* | 177* |

## الروابط الخارجية
- حمدة القبيسي سجل المهنة من DriverDB.com